# Antonio Torres Servín
Juan Antonio Torres Servin (Ciudad de México, México, 14 de julio de 1968) es un exfutbolista y actual director técnico mexicano. Jugaba de mediocampista o defensor y su equipo de retiro fue el Tigrillos Saltillo de la Primera División 'A'. Es canterano del Club Universidad Nacional de la Primera División de México, equipo conocido como los Pumas. Actualmente dirige al Club Social y Deportivo Municipal de la Liga Nacional de Guatemala.

## Trayectoria

### Futbolista
Futbolista surgido de las fuerzas básicas del Club Universidad Nacional que debuta en 1988, permanece en el equipo hasta 1994 ya que es fichado por el Pachuca donde es titular indiscutible del equipo, aunque descendería con el club y a partir de Invierno 1998 formaba parte del Santos Laguna jugando 24 juegos anotando dos goles. En 1998 se convierte en refuerzo del Atlético Morelia sin embargo no se concretó y terminó por jugar en la Primera División 'A' con el Nacional Tijuana y para el Verano 2001 retornó al máximo circuito el Club Deportivo Guadalajara jugando solamente tres partidos en dos torneos jugando en su filial el Chivas Tijuana; luego de no entrar el planes culminó su carrera con el Saltillo.

### Entrenador
A Partir del 2009 comenzó a centrarse en su carrera como director técnico, durante el 2012 se convierte como director técnico interino de los Pumas. Teniendo una de las peores temporadas con el equipo, y finalmente despedido, por malos resultados. 
En 2019 acepta el reto de dirigir a Antigua Guatemala FC de la Liga Nacional de Futbol de Guatemala, esperando regresar al club al primer peldaño de su país (consiguieron tres títulos con su antecesor, Mauricio Tapia). Su presentación oficial fue el 3 de enero de ese año.
Clubes como jugador
| Club                      | País                | Año         | Partidos | Goles | Media |
| ------------------------- | ------------------- | ----------- | -------- | ----- | ----- |
| Club Universidad Nacional | México              | 1988 - 1994 | 146      | 11    | 0.08  |
| Pachuca C.F.              | México              | 1994 - 1998 | 143      | 11    | 0.08  |
| Club Santos Laguna        | México              | 1998 - 1999 | 27       | 3     | 0.11  |
| Nacional Tijuana          | México              | 1999 - 2000 | 62       | 4     | 0.06  |
| C.D. Guadalajara          | México              | 2001 - 2002 | 6        | 1     | 0.17  |
| Tigrillos Saltillo        | México              | 2002 - 2003 | 25       | 0     | 0     |
| Total en su carrera       | Total en su carrera | 1988 - 2003 | 410      | 29    | 0.07  |

Clubes como entrenador
| Club                      | País      | Año           |
| ------------------------- | --------- | ------------- |
| Club Universidad Nacional | México    | 2012 - 2013   |
| Antigua GFC               | Guatemala | 2019 - 2020   |
| Tlaxcala Fútbol Club      | México    | 2021 - 2022   |
| C.D.S Municipal           | Guatemala | 2022          |
| Fútbol Club Juárez        | México    | 2024-presente |

## Estadísticas como jugador

### Clubes
La siguiente tabla detalla los encuentros disputados y los goles marcados en los clubes en los que ha militado.
| U.N.A.M. · México | 1.ª                 | 1988-89             | 3   | 0  | 4  | 1 | - | - | 7   | 1  |
| U.N.A.M. · México | 1.ª                 | 1989-90             | 4   | 0  | 4  | 1 | 0 | 0 | 8   | 1  |
| U.N.A.M. · México | 1.ª                 | 1990-91             | 39  | 1  | 6  | 1 | - | - | 45  | 2  |
| U.N.A.M. · México | 1.ª                 | 1991-92             | 35  | 3  | 4  | 1 | 2 | 0 | 41  | 4  |
| U.N.A.M. · México | 1.ª                 | 1992-93             | 24  | 2  | -  | - | - | - | 24  | 2  |
| U.N.A.M. · México | 1.ª                 | 1993-94             | 21  | 1  | -  | - | - | - | 21  | 1  |
| U.N.A.M. · México | 1.ª                 | Total               | 126 | 7  | 18 | 4 | 2 | 0 | 146 | 11 |
| Pachuca C.F. · México | 2.ª                 | 1994-95             | 33  | 2  | 1  | 0 | - | - | 34  | 2  |
| Pachuca C.F. · México | 2.ª                 | 1995-96             | 30  | 3  | 2  | 0 | - | - | 32  | 3  |
| Pachuca C.F. · México | 2.ª                 | 1997-98             | 43  | 3  | -  | - | - | - | 43  | 3  |
| Pachuca C.F. · México | 1.ª                 | 1996-97             | 29  | 2  | 5  | 1 | - | - | 34  | 3  |
| Pachuca C.F. · México | 1.ª                 | Total               | 135 | 10 | 8  | 1 | - | - | 143 | 11 |
| Santos Laguna · México | 1.ª                 | 1998-99             | 24  | 2  | 3  | 1 | - | - | 27  | 3  |
| Santos Laguna · México | 1.ª                 | Total               | 24  | 2  | 3  | 1 | - | - | 27  | 3  |
| Nacional Tijuana · México | 2.ª                 | 1999-00             | 32  | 3  | -  | - | - | - | 32  | 3  |
| Nacional Tijuana · México | 2.ª                 | 2000-01             | 30  | 1  | -  | - | - | - | 30  | 1  |
| Nacional Tijuana · México | 2.ª                 | Total               | 62  | 4  | -  | - | - | - | 62  | 4  |
| C.D. Guadalajara · México | 1.ª                 | 2001                | 2   | 0  | -  | - | - | - | 2   | 0  |
| C.D. Guadalajara · México | 1.ª                 | 2001                | 1   | 0  | -  | - | 3 | 1 | 4   | 1  |
| C.D. Guadalajara · México | 1.ª                 | Total               | 3   | 0  | -  | - | 3 | 1 | 6   | 1  |
| Tigrillos Saltillo · México | 2.ª                 | 2002-03             | 25  | 0  | -  | - | - | - | 25  | 0  |
| Tigrillos Saltillo · México | 2.ª                 | Total               | 25  | 0  | -  | - | - | - | 25  | 0  |
| Total en su carrera | Total en su carrera | Total en su carrera | 375 | 23 | 26 | 5 | 5 | 1 | 406 | 29 |
| (1)Incluye datos de la Copa México (1988-1992, 1994-1997) y Pre Pre Libertadores (1998). (2)Incluye datos de la Copa Interamericana (1989), Copa de Campeones de la Concacaf (1992), Copa de Gigantes de la Concacaf (2001) y Copa Merconorte (2001). ) |                     |                     |     |    |    |   |   |   |     |    |

## Títulos

### Como jugador
Campeonatos nacionales
| Título                     | Club                 | País   | Año     |
| -------------------------- | -------------------- | ------ | ------- |
| Primera División de México | Universidad Nacional | México | 1990/91 |
| Primera División 'A'       | Pachuca C.F.         | México | 1995/96 |
| Primera División 'A'       | Pachuca C.F.         | México | 1997    |
| Campeón de Ascenso         | Pachuca C.F.         | México | 1998    |

### Como entrenador
Campeonatos nacionales
| Título          | Club           | País      | Año  |
| --------------- | -------------- | --------- | ---- |
| Torneo Clausura | Antigua G.F.C. | Guatemala | 2019 |